# Gheorghe Brăescu
Gheorghe Brăescu (n. 30 ianuarie 1871, Iași - d. 15 martie 1949, București) a fost un militar, memorialist, prozator, romancier și comediograf român, participant activ al cenaclului artistic Sburătorul al lui Eugen Lovinescu.

## Biografie
Gheorghe Brăescu este fiul lui Alexandru Brăescu și al Mariei. A studiat la Institutele Unite și la Școala Fiilor de Militari din Iași. Studiile militare le-a realizat în România, la Școala de Ofițeri de Infanterie (sublocotenent), cât și în Franța, la Școala de subingineri de la Nancy.
S-a înrolat în Legiunea franceză, unde a luptat sub contract timp de doi ani. La întoarcere a urmat Școala Superioară de Război, a ajuns maior și inspector al vieții culturale din armată și a început să scrie literatură. Este printre puținii militari din România care pe lângă arme s-au ocupat și de literatură.
În timpul Primului război mondial a luat parte la campania din Transilvania, în 1916, unde a fost rănit și i s-a amputat brațul drept. Este luat prizonier și închis în lagărele germane de ofițeri din Straslund (pe insula Dänholm), Breseen (lângă Neubrandenburg) și Neisse (între Lamsdorf/Lambinovice și Oppeln/Opole, ambele acum în Polonia), apoi este eliberat, revine în țară unde este trecut în rezervă cu gradul de general, în 1918.

## Opera literară
În volumele sale de schițe și nuvele Vine doamna și domnul general (retras din librării din cauza greșelilor de tipar), Doi vulpoi, Maiorul Boțan, Schițe vesele a surprins cu umor și ascuțit spirit de observație automatismele vieții militare din România antebelică, creând o tipologie umană mult mai variată decât la autorii anteriori. Este de asemenea autor de romane și de piese de teatru, mult inferioare schițelor. 
A frecventat cenaclul lui Eugen Lovinescu, care era convins că schițele sale umoristice le depășesc în valoare pe cele ale lui Ion Luca Caragiale, și publică schițe în Sburătorul. Publică, între altele, și în Adevărul literar și artistic, Viața literară, Bilete de papagal, Revista Fundațiilor Regale, Viața românească, România literară. Gheorghe Brăescu a fost distins de două ori cu Premiul Societății Scriitorilor Români pentru volumele „Doi vulpoi” (1923) și „Schițe vesele” (1924). 

## Distincții
- Ordinul Meritul Cultural, în gradul de Cavaler clasa I, pentru litere (1 februarie 1943)[3]

## Volume publicate

### Schițe
- Vine domnul și doamna general, 1919
- Maiorul Boțan, 1921
- Cum sunt ei, 1922
- Schițe umoristice, 1922
- Doi vulpoi, 1923
- Schițe vesele, 1924
- Nuvele, 1924
- Un scos din pepeni, 1926
- Schițe alese, 1927
- Alte schițe vesele, 1928
- La clubul decavaților, 1929

### Romane
- Moș Belea, 1927
- Conașii, 1935
- Primii și ultimii pași, 1939
- Margot, 1942

### Teatru
- Ministrul, 1941-1942

### Memorialistică
- Amintiri, 1937

### Diverse
- Educațiunea socială a națiunii armate, 1914